# Womburg
Die Womburg ist eine abgegangene Höhenburg im bayerischen Spessart im heutigen Landkreis Aschaffenburg. Sie befand sich an einem Berghang zwischen Schimborn und Mensengesäß auf der Gemarkung von Krombach.

## Name
Der ursprüngliche Name "Waneburg" ist nicht, wie zuerst angenommen, vom althochdeutschen Wort "wonen", niederdeutsch "wahnen" (wohnen) abzuleiten, sondern eher vom althochdeutschen Substantiv "Wanna" (Wanne). Womburg bezeichnet also ein gemauertes Bauwerk in oder an einer Geländevertiefung.
1443 ist der Name als "Waneburg" in einer Urkunde aus den Thiel’schen Regesten nachzulesen. Erst 1787 tauchte der Name "Womburg" das erste Mal auf.
Fälschlicherweise wird der Name Womburg auch heute noch oft für die Burg Mömbris gebraucht. Das liegt daran, dass die Sagenschreiber im 19. Jahrhundert den wahren Standort der Womburg nicht zu lokalisieren wussten.

## Geschichte
Als Erbauer der Womburg ist primär auf die Grafen von Rieneck zu schließen. Seit 1220 mussten Befestigungen vom Erzbischof von Mainz genehmigt werden. Somit wurde wahrscheinlich die Womburg zerstört, falls sie nicht sogar aus freiem Willen abgebrochen wurde. Die Burg lag 1,5 km von der Burg Hauenstein entfernt. Diese Nähe mag zum Rätseln über eine gleichzeitige oder zeitlich versetzte Existenz der beiden Burgen Anlass geben. Ihre Lage auf einer Anhöhe im Kahltal mit freiem Blick in die Mömbriser Senke lässt vermuten, dass das Adelsgeschlecht damals seinen Besitz sichern wollte.

## Weitere ehemalige Burganlagen in der Region
- Altenburg (auf dem Schlossberg bei Leidersbach)
- Altenburg (auf dem Reuschberg bei Schöllkrippen)
- Burg Landesehre (auf dem Gräfenberg bei Rottenberg)
- Burg Mömbris (auf dem Friedhof in Mömbris)
- Randenburg (im Krebsbachtal bei Alzenau)
- Vergessene Burg (im Krebsbachtal bei Alzenau)
- Burg Waldenberg (auf dem Klosterberg bei Rottenberg)